# Wet 'n Wild
Wet 'n Wild é uma marca internacional de parques aquáticos criada por George Millay em Orlando, EUA em 1977. Com seu crescimento ao longo dos anos, diversas companhias construíram novos parques e expandiram o nome Wet 'n Wild ao redor do mundo, tornando-a a marca mais popular de parque aquáticos mundialmente.

## Austrália

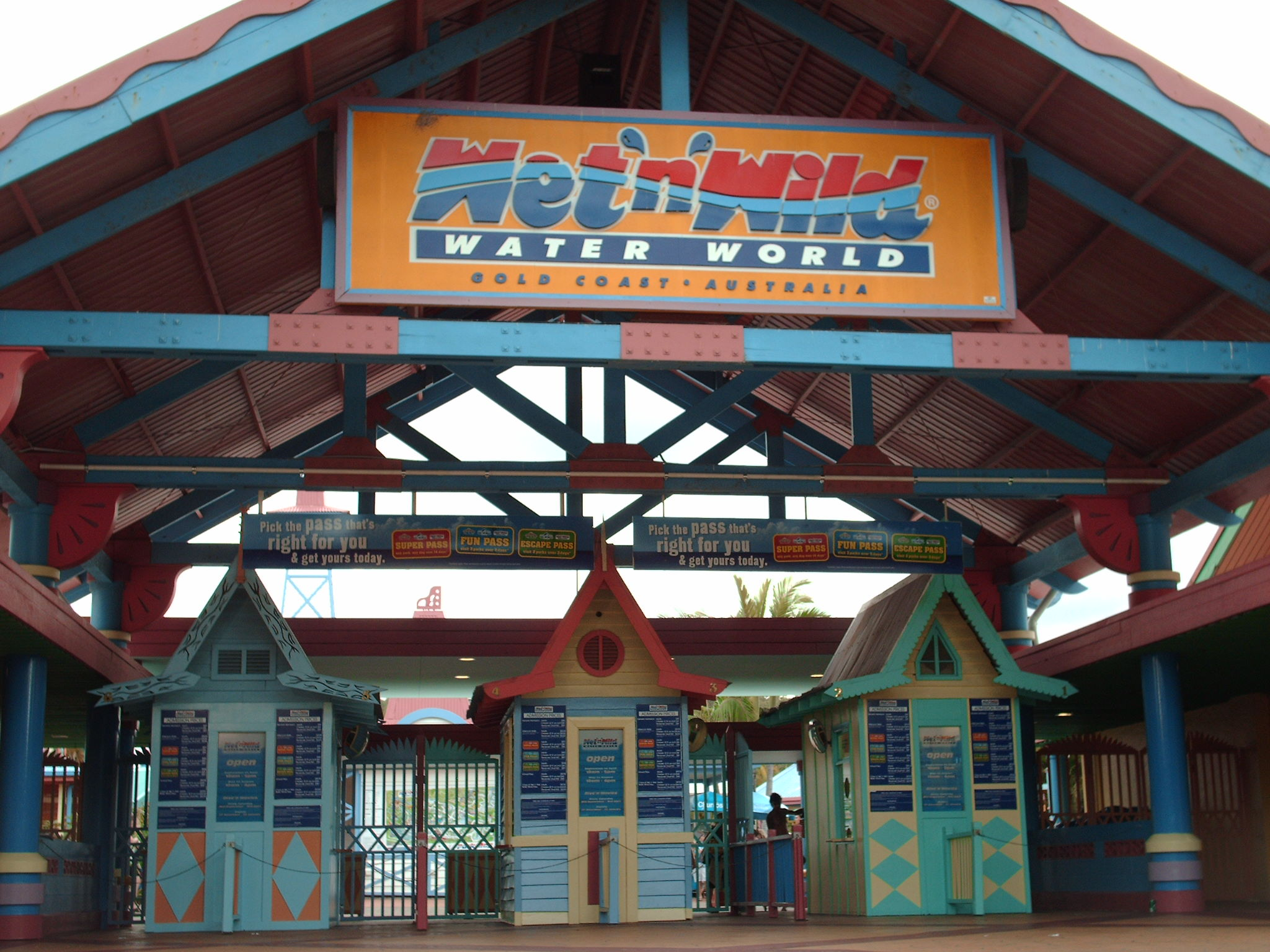
Entrada do Wet'n'Wild Water World, localizado na Austrália.

### Wet'n'Wild Aussie World (projeto cancelado)
Em maio de 2008, a Village Roadshow Limited (proprietária de vários parques australianos e estadunidenses) entrou em um acordo condicional com o Aussie World, um parque temático já operante na Austrália. Esse acordo permitia que a Village Roadshow adquirisse terreno e negócio do Aussie World. A companhia planeja construir um novo Wet 'n Wild no terreno do Aussie World e nomeá-lo Wet'n'Wild Aussie World. Entretanto, em setembro de 2009, a Village Roadshow anunciou o cancelamento do projeto afirmando possível retorno financeiro injustificável ao nível do investimento necessário.

### Wet'n'Wild Sydney (projeto)
Wet'n'Wild Sydney será um parque aquático localizado em Prospect, New South Wales, anunciado em setembro de 2010 pela Village Roadshow Limited. Com um investimento de 80 milhões de dólares australianos, o projeto propõe que o parque tenha uma área total de 62 acres e um total de um milhão de visitantes em sua temporada de abertura.  

### Wet'n'Wild Water World
Wet'n'Wild Water World foi inaugurado em 1984 como Cade's County Waterpark com um investimento de A$18 milhões. O nome foi alterado para Cade's County Wet'n'Wild, e então simplesmente para Wet'n'Wild em 1987 depois de um acordo de licenciamento com a cadeia americana de parques aquáticos Six Flags. Quando adquirido pela Village Roadshow Limited, foi renomeado para Wet'n'Wild Water World com intuito de "padronizar" os nomes com os parques Sea World e Warner Bros. Movie World, também propriedades da VRL. Em 2011, foi o 10º maior parque aquático do mundo, com 1.2 milhão de visitantes no mesmo ano.

## Brasil

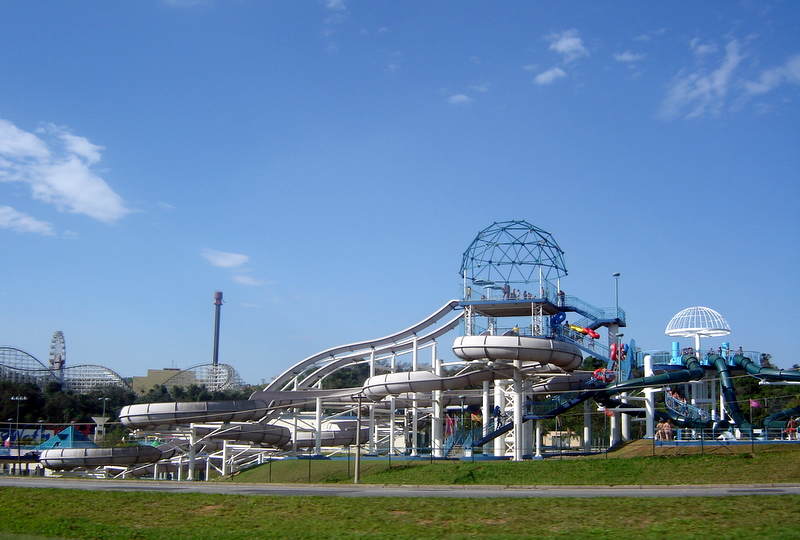
Um dos parques Wet 'n Wild na cidade de Itupeva, em São Paulo, Brasil.

No Brasil, foram inauguradas três unidades: uma em Itupeva, outra em Vargem Grande, bairro do Rio de Janeiro, porém tendo encerrado suas atividades em 2003, após não obter o retorno financeiro desejado, e uma unidade em Salvador, mas encerrada pelo mesmo problema do Rio de Janeiro em 2001.

### Wet 'n Wild São Paulo
O Wet 'n Wild em São Paulo, tem atrações para todos os gostos e idades. Entre elas, o Wave Lagoon,Lazy River que – programado por computador – simula dezoito tipos de ondas diferentes, numa área de 2.420 metros quadrados com 7 milhões de litros de água. Elas alcançam até 1,20 metro de altura, dando a impressão de um banho de mar de verdade, com uma profundidade que varia do raso até 2,5 metros.
Localiza-se em Itupeva no quilômetro 72 da Rodovia dos Bandeirantes, ao lado do parque de diversões Hopi Hari. O parque foi inaugurado dia 10 de Outubro de 1998 como um projeto conjunto do Complexo SerrAzul e destaca-se, principalmente, por atrair muitos visitantes à região de Campinas e Jundiaí, gerando renda e colocando o setor de Turismo como um dos principais desta região estado de São Paulo. Uma curiosidade é que as divisas das cidades de Vinhedo e Itupeva estão bem na divisa entre os parques, por isso cada um se localiza em uma cidade.

## Estados Unidos

### Wet 'n Wild Emerald Pointe

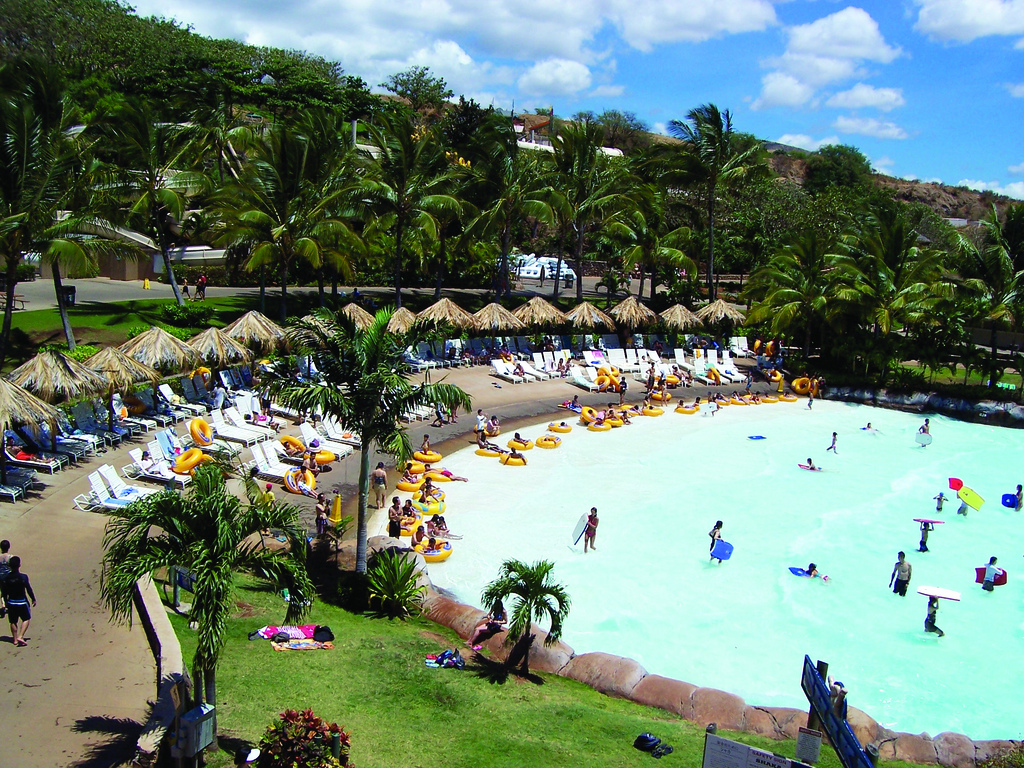
Um dos parques Wet 'n Wild numa cidade da ilha de Oahu, no Havaí, ilha dos Estados Unidos.

Fundado em 1984 como Aqua Gardens em Greensboro, Carolina do Norte, logo teve seu nome alterado para Water Country USA até ser renomeado para Emerald Pointe e atualmente Wet 'n Wild Emerald Pointe. É o 17º parque aquático mais visitado dos Estados Unidos com 398 mil visitantes em 2011 e usando aproximadamente 12 milhões de litros de água em uma área de 40 acres (160.000 m²). Atualmente é propriedade de Parques Reunidos.

### Wet 'n Wild Hawaii
Wet'n'Wild Hawaii (antigo Hawaiian Waters Adventure Park) foi inaugurado em maio de 1999 pela companhia Waters of Kapolei, LLC. O parque ocupa 25 acres (100 mil m²) e possui 25 atrações. Atualmente é o único parque aquático do Havaí. Em março de 2008, foi anunciado um acordo de 27 milhões de dólares que vendeu o parque para a Village Roadshow Limited, fazendo do Hawaiian Waters Adventure Park o primeiro parque temático da companhia nos Estados Unidos. No começo de 2009, foi anunciada a abertura do parque com seu novo nome: Wet'n'Wild Hawaii.

### Wet 'n Wild Las Vegas (fechado)
Fundado em maio de 1985, o Wet 'n Wild Las Vegas participou da tentativa de tornar a cidade de Las Vegas um destino familiar. Obteve grande sucesso financeiro, devido ao fato de conseguir tornar-se local de grande visitação nos verões, alcançando picos de 500 mil visitantes anuais em uma das 20 temporadas de atividade; porém, foi fechado em setembro de 2004 para ser substituído por um hotel-cassino.

### Wet 'n Wild Orlando
Fundado em 13 de março de 1977, é um dos maiores parques aquáticos dos Estados Unidos localizado em Orlando, Flórida com um total de 1.223.000 visitantes em 2011. Possuindo 17 atrações em uma área de aproximadamente 60 acres (240.000 m²), propriedade da NBCUniversal e faz parte do Universal Orlando Resort.
Atualmente o parque foi fechado e criado um novo parque chamado Volcano Bay Universal Studios.[carece de fontes?]

### Wet'n Wild Phoenix
Wet'n'Wild Phoenix é um parque aquático localizado em Phoenix, Arizona que foi inaugurado em junho de 2009 a partir do antigo WaterWorld Safari. A Village Roadshow Limited investiu mais de 30 milhões de dólares no parque, que possui mais de 30 atrações em aproximadamente 35 acres de terra, tornando-o o maior parque do estado e o 14º maior dos Estados Unidos, com 461 mil visitantes em 2011..

## Inglaterra

### Wet 'n Wild North Shields
Inaugurado em 1993, é o maior parque aquático indoor do Reino Unido, localizando dentro do complexo Royal Quays, que inclui um shopping e um outlet. Porém, encerrou as atividades em 2020 devido à perdas financeiras.